# R. Prasanna
R. Prasanna (Coimbatore, 2 oktober 1970) is een Indiase fusiongitarist en componist, die de carnatische muziek richting jazz verkent.

## Biografie
Prasanna leerde zes jaar zang bij Tiruvarur Balasubramaniam en kreeg meer dan twintig jaar vioolles bij A. Kanyakumari. Hij studeerde vervolgens tot 1992 aan het Indian Institutes of Technology en werkte na de afronding als software-ingenieur. Daarna besloot hij om een muziekcarrière na te streven en studeerde hij aan het Berklee College of Music in Boston, waar hij in 1999 zijn master met  magna cum laude afrondde.
Hij formeerde de collaboratieve bands Raga Metal Conversations met Alex Skolnick en Anton Fig en het Ragabop Trio, aanvankelijk met Steve Smith en George Brooks (gelijknamig album 2010 bij King Records), waaruit later een kwintet (met Varijashree Venugopal, Mohini Dey, Ghatam Karthick en Shyam Rao) werd. Met Vijay Iyer en Nitin Mitta formeerde hij het trio Tirtha, dat internationaal op tournee was en een gelijknamig album uitbracht in 2010 bij Act Records.
Verder werkte hij met A. R. Rahman, Aka Moon, Airto Moreira, Jordan Rudess, Esperanza Spalding, Joe Lovano, Ilaiyaraaja, Umayalpuram Sivaraman, Victor Wooten, Dweezil Zappa, Alex Acuña, Dave Douglas, Omar Hakim, Larry Coryell, T.K. Murthy, Anthony Jackson, Howard Levy en Trilok Gurtu.
Als componist werkte hij ook voor de film. Zo componeerde hij de muziek voor de documentaire film Smile Pinki, die een Oscar won en de muziek voor de thriller Vazhakku Enn 18/9.

## Discografie

### Onder eigen naam
- 2006: Electric Ganesha Land (Susila Music)
- 2016: All Terrain Guitar (Susila Music, met Shalini Lakshmi, Natalie John, Dave Douglas, Rudresh Mahanthappa, David Binney, Vijay Iyer, Mike Pope, Bill Urmson, Rodney Holmes, Mauricio Zottarelli)

### als mede-muzikant
- 2002: Aka Moon Guitars (De Werf, met Fabrizio Cassol, David Gilmore, Pierre Van Dormael, Michel Hatzigeorgiou, Stéphane Galland)
- 2014: A. R. Rahman Million Dollar Arm: Score and Sound Track (Walt Disney Records)

- MusicBrainz: 1552c171-3b53-4645-835f-470d54e84a66